# Yuka Murofushi
Yuka Murofushi (室伏 由佳 Murofushi Yuka?, n. 11 februarie 1977, Prefectura Shizuoka) este o fostă atletă japoneză care a participat la aruncarea discului și aruncarea ciocanului.

## Biografie
S-a născut într-o familie de atleți: tatăl, Shigenobu Murofuji, participant la Jocurile Olimpice din 1972, 1976 și 1984, a deținut recordul național japonez la aruncarea ciocanului timp de 23 de ani; iar mama, Serafina Moritz, originară din România, a fost campionă europeană la juniori la proba de aruncarea suliței în 1968.
Este sora campionului olimpic și mondial Kōji Murofushi.
În 2011 câștigase de 10 ori titlul național la aruncarea discului și de 5 ori la aruncarea ciocanului.

## Palmares
| An   | Competiție                     | Locație                | Loc | Eveniment | Note    |
| ---- | ------------------------------ | ---------------------- | --- | --------- | ------- |
| 1996 | Campionatul Mondial de Juniori | Sydney, Australia      | 6   | disc      | 51,56 m |
| 2000 | Campionatul Asiei              | Jakarta, Indonezia     | 5   | disc      | 53,14 m |
| 2000 | Campionatul Asiei              | Jakarta, Indonezia     | 2   | ciocan    | 58,64 m |
| 2003 | Campionatul Asiei              | Manila, Filipine       | 5   | disc      | 54,08 m |
| 2004 | Jocurile Olimpice              | Atena, Grecia          | 27  | ciocan    | 65,33 m |
| 2005 | Campionatul Asiei              | Incheon, Coreea de Sud | 4   | disc      | 56,23 m |
| 2005 | Campionatul Asiei              | Incheon, Coreea de Sud | 3   | ciocan    | 62,62 m |
| 2005 | Campionatul Mondial            | Helsinki, Finlanda     | 27  | ciocan    | 62,83 m |
| 2006 | Jocurile Asiatice              | Doha, Qatar            | 4   | disc      | 52,26 m |
| 2006 | Jocurile Asiatice              | Doha, Qatar            | 4   | ciocan    | 59,74 m |
| 2007 | Campionatul Mondial            | Osaka, Japonia         | 27  | disc      | 52,76 m |
| 2009 | Campionatul Asiei              | Guangzhou, China       | 4   | disc      | 55,14 m |
| 2009 | Campionatul Asiei              | Guangzhou, China       | 3   | ciocan    | 61,99 m |
| 2010 | Jocurile Asiatice              | Guangzhou, China       | 6   | disc      | 50,28 m |
| 2010 | Jocurile Asiatice              | Guangzhou, China       | 3   | ciocan    | 62,94 m |
| 2011 | Campionatul Asiei              | Kobe, Japonia          | 8   | disc      | 49,24 m |
| 2011 | Campionatul Asiei              | Kobe, Japonia          | 3   | ciocan    | 62,50 m |

## Recorduri personale[6]
- Aruncarea ciocanului: 67,77m (record național stabilit la 1 august 2004)
- Aruncarea discului: 58,62m (record național stabilit la 17 mai 2007)